# За того парня
«За́ того́ па́рня» — песня композитора Марка Фрадкина на слова поэта Роберта Рождественского, посвящённая Великой Отечественной войне. Впервые прозвучала в художественном фильме «Минута молчания», вышедшем на экран в 1971 году. Слова «за себя и за того парня», звучащие в песне, стали трудовым лозунгом, использовавшимся в СССР в преддверии 30-летия победы в Великой Отечественной войне, а затем закрепились в качестве фразеологизма, употребляющегося как в патриотическом ключе, так и для ироничного или неодобрительного обозначения вынужденной работы за других.

## Описание
Повествование в песне ведётся от первого лица: рассказчик замечает, что с его памятью что-то случилось: он помнит события, происходившие не с ним, а с незнакомым ему человеком — погибшим на фронте парнем, который обещал своей матери вернуться домой. Прошло много лет с момента окончания войны, но вехи минувших дней всё ещё будоражат память рассказчика: он сравнивает полночную грозу с «эхом прошедшей войны» и ощущает тяжесть жизни «за себя и за того парня». По-другому жить рассказчик не может — голос и песня погибшего фронтовика не покидают его.

## История
А степная трава пахнет горечью,

Молодые ветра зелены.

Просыпаемся мы — и грохочет над полночью

То ли гроза, то ли эхо прошедшей войны.
Песня «За того парня», написанная композитором Марком Фрадкиным на слова поэта Роберта Рождественского, впервые прозвучала в художественном фильме «Минута молчания» (1971) режиссёра Игоря Шатрова в исполнении актёра Александра Кавалерова.
Кандидат филологических наук, доцент Института филологии и истории РГГУ О. М. Розенблюм указывала, что песню исполняли Муслим Магомаев, Лев Лещенко, Иосиф Кобзон. Как отмечал журналист А. П. Гамов, «настоящую известность, популярность и даже международное признание» песня приобрела в исполнении Льва Лещенко. В 1973 году на экраны вышла военная драма «В бой идут одни „старики“», в финале которой звучит «За того парня» в исполнении Лещенко; годом ранее выступление Лещенко с этой песней было отмечено первой премией Международного фестиваля песни в Сопоте (Польша). По воспоминаниям самого певца, песня готовилась специально для конкурса при непосредственном участии её создателей — Марка Фрадкина и Роберта Рождественского, в частности, совместно с Фрадкиным было подготовлена новая аранжировка. «Песня ведь имела балладную форму, мы ее сделали для „Сопота“ более яркой, более эмоциональной, что ли. Там скрытые эмоции внутри, а мы выплеснули их наружу, в концовке — акцент: „Все, что было не со мной, — помню!“. Как назидание всем тем, кто хочет навязать нам свою волю, свою силу. Был именно такой подтекст, с таким действием драматургическим, что подчеркивало и смысл этой песни», — вспоминал Лещенко.
В 2014 году в рамках проекта «Наша Победа» кавер-версию песни записала группа «Ундервуд». 9 мая 2018 года своё исполнение «За того парня» выпустил музыкальный коллектив The Hatters.

## Художественные особенности и символизм
Что-то с памятью моей стало,

Всё, что было не со мной — помню.
По мнению музыкального критика и музыковеда Л. С. Гениной, Роберту Рождественскому в своих стихах удалось точно передать личную, «твою и мою» интонацию — «вот живу я на земле доброй, а он, „тот парень“, не вернулся, хоть и обещал матери». Также Гениной подчёркивалась гигантская значимость использованного в «За того парня» образа потревоженной памяти, с которой «что-то стало». Отмечает критик и особую роль сочетания музыкальных и поэтических образов, использованных в песне: «отрезки минорной гаммы с необычными, даже несколько перечащими естественным ударениям, „ферматными“ остановками» («Я сегодня до зари вста-ну́, по широкому пройду по-лю́») и неспокойный аккомпанемент задают тон музыкальной речи в куплетах, а припев характеризуется высвобождением подтекста и «мужественным балладным завершением».
О. М. Розенблюм также акцентировала внимание на особом значении использования в песне слова «память». «Слово „память“ здесь несколько раз отчетливо заявлено: речь идет об удивительном свойстве памяти (оно так и подано, как удивительное: „что-то с памятью моей стало“) — помнить то, что было с другим, то, чего в собственной биографии отнюдь не было. Эта память тяжела („Я от тяжести такой — горблюсь“), но не помнить нельзя, потому что „Всё зовет меня его голос, / Всё звучит во мне его песня“», — пишет исследователь. Анализируя содержание произведения, Розенблюм задаётся рядом вопросов: «Что именно звучит? Незнакомый голос незнакомого парня? Как может в памяти звучать неизвестная песня незнакомого человека, о котором совсем-совсем ничего не известно?». По её мнению, то, что в «За того парня» изображено и названо памятью, является не памятью, а эмпатией, «которая, хоть никогда и не называлась в них этим сложным, трудно понимаемым словом, описывалась в текстах военных лет, предназначенных для печати, для того, чтобы стать в свою очередь образцами для текстов других авторов». «Можно не знать человека, никогда его не видеть и никогда его не слышать — и всё равно помнить о нём», — резюмирует Розенблюм.

## Влияние
Обещает быть весна долгой,

Ждёт отборного зерна пашня…

И живу я на земле доброй

За себя и за того парня.
В преддверии 30-летней годовщины победы СССР в Великой Отечественной войне слова «за себя и за того парня» стали лозунгом и названием, девизом трудового почина: делегаты XVII съезда ВЛКСМ Игорь Скринник (затяжчик обуви производственного объединения «Буревестник», лауреат премии Ленинского комсомола) и Ирина Бондарева (машинистка-завертчица кондитерской фабрики имени Бабаева, кавалер знака «Молодой гвардеец пятилетки») выдвинули предложение включать в списки рабочих бригад имена погибших в годы войны работников предприятий; таким образом, рабочие должны были выполнять план не только за себя, но и за павших фронтовиков, трудясь «за себя и за того парня».
Л. С. Генина, охарактеризовавшая песню как «шедевр гражданской лирики», подчёркивала, что «За того парня» — не только песня-символ, но и общественное движение. «Услышав её в преддверии 30-летия Победы над фашизмом, молодое поколение встало к станкам, к другим делам своим на несколько дополнительных часов ежедневно — за себя и за того парня, — и это был не только высокий урок этики патриотизма, но и весомый, несколькомиллиардный вклад в казну государства. Согласитесь: тут уж не просто популярность; тут такие человеческие, социальные силы затронуты были, которых не разбудишь одной лишь симпатичной мелодией или удачным текстом» — писала она.
Выражение «за себя и за того парня» («за того парня») стало фразеологизмом, употребляющимся в различных значениях. Исследователи из Челябинского государственного университета Е. И. Голованова и М. А. Потапчук описывают «за себя и за того парня» как крылатое выражение, передающее идею «единства, связи прошлого с настоящим, ушедших, умерших людей с ныне живущими». Также указанный фразеологизм может употребляться в ироническом, а иногда и неодобрительном смысле, если речь идёт о вынужденной работе за других.